# 北天下茶屋停留場
北天下茶屋停留場（日语：／ Kita-Tengachaya teiryūjō */?）是位於日本大阪府大阪市西成區天下茶屋（惠美須町方向月台）與聖天下（濱寺站前方向月台），屬於阪堺電氣軌道阪堺線的停留場。車站編號為HN56。

## 車站構造
本站為夾著平交道共2面2線的地面車站。

## 相鄰停留場
阪堺電氣軌道
■阪堺線
松田町（HN55）－北天下茶屋（HN56）－聖天坂（HN57）